# Mulheres no Afeganistão

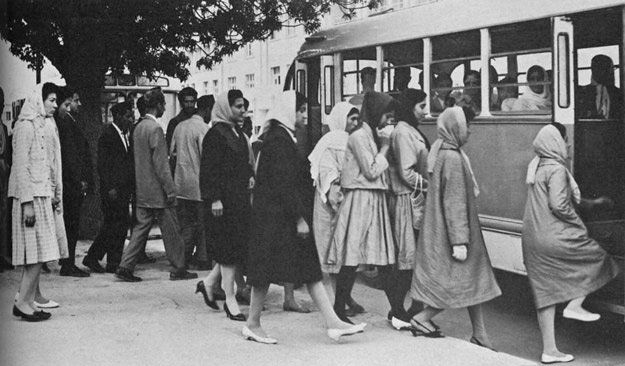
Mulheres afegãs em Cabul, em 1950.

As mulheres no Afeganistão referem-se às mulheres naturais, residentes ou de cidadania da República Islâmica do Afeganistão, no sul da Ásia.  Através de diferentes  governos, tais como os mujahideen e os Talibã na parte final do século XX, as mulheres do Afeganistão tiveram muito pouca ou nenhuma  liberdade. A violência contra as mulheres no Afeganistão continua a ser elevada. Os observadores internacionais constataram lentas  melhorias, após o afastamento dos Taliban,  embora grupos de direitos humanos tenham expressado preocupações desde 2014.

## História
Os afegãos viveram no Afeganistão durante milhares de anos. De todos os grupos étnicos, os pashtuns são os maiores, seguidos pelos tajiques, hazaras, uzbeques e outros. A partir do século XIX e ao longo do século XX, os governantes do Afeganistão consistentemente tentaram diminuir as restrições das mulheres no país. Para a maior parte, estas tentativas não tiveram sucesso. No entanto, houve alguns líderes que foram capazes de fazer algumas mudanças significativas no período de tempo. Entre eles estava o rei Amanullah, que governou entre 1919 e 1929 e fez algumas das mudanças mais notáveis na tentativa de unificar, bem como modernizar o país.

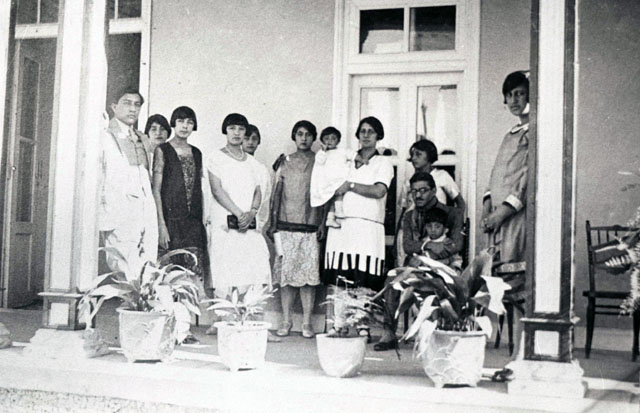
Mulheres afegãs em 1922.

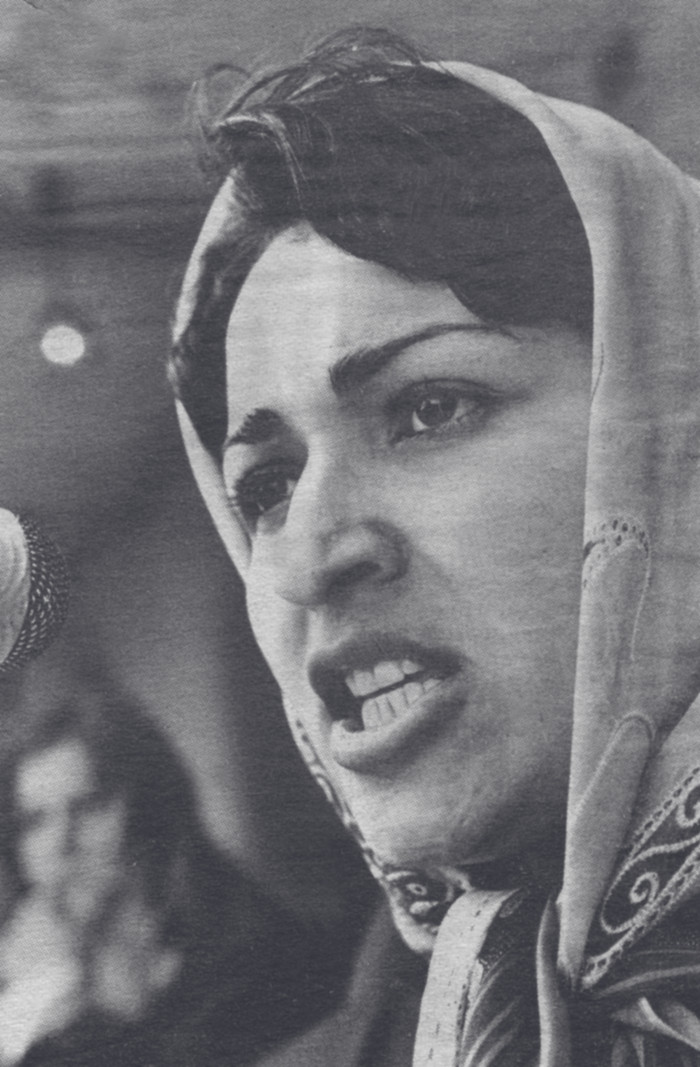
Meena Keshwar Kamal em 1982.

O rei Amanullah, juntamente com outros governantes seguintes a ele, promoveram a liberdade para as mulheres na esfera pública, a fim de diminuir o controle que as famílias patriarcais detinham sobre as mulheres. Amanullah salientou a importância para moças e mulheres em receber uma educação. Junto ao incentivão as famílias a enviar suas filhas à escola, ele promoveu a emancipação de mulheres e persuadiu-as a adotar um estilo mais ocidental de vestimenta. Em 1921, ele criou uma lei que aboliu o casamento forçado, o casamento infantil, dote e colocou restrições sobre a poligamia, uma prática comum entre as famílias no Afeganistão. No entanto, ao longo do tempo, essas restrições tornaram-se quase impossíveis de se aplicar.
A reforma social moderna para as mulheres afegãs começou quando a rainha Soraya, esposa do rei Amanullah, fez reformas rápidas para melhorar a vida das mulheres e sua posição na família. Ela era a única mulher a aparecer na lista de governantes no Afeganistão e foi creditada por ter sido uma das primeiros e mais poderosas ativistas afegãs e do mundo muçulmano. Soraya, junto com seu marido, defendia reformas sociais para as mulheres e levantou a um protesto pela causa, o que contribuiu para o fim do reinado de seu marido.
Ao longo do século XX, o Afeganistão continuou a ser um país dominado por tribos e os homens continuaram a ter controle total sobre as mulheres. Em 1973, o Estado foi declarado uma república e ao longo dos anos 1970 e 1980, um grupo comunista chamado de Partido Democrático do Povo do Afeganistão (PDPA) assumiu e tentou reformar uma vez mais as leis de casamento, leis de saúde das mulheres e incentivou a educação das mulheres. Durante este tempo, ele fez avanços significativos no sentido da modernização. Minorias das mulheres foram capazes de realizar trabalhos como cientistas, professoras, médicas e funcionárias públicas e tinha uma quantidade considerável de liberdade com oportunidades educacionais significativas. A maioria das mulheres no entanto, vivia na pobreza e foram excluídas dessas oportunidades. Em 1977, a Associação Revolucionária das Mulheres do Afeganistão (RAWA) foi fundada por Meena Keshwar Kamal, em Cabul, mas seu escritório foi transferido para Quetta, no país vizinho, Paquistão, onde ela foi assassinada em 1987. A RAWA ainda opera na região do Paquistão e do Afeganistão.

### Mujahideen e era Taliban
Em 1992, o Acordo de Peshawar estabeleceu a paz e a partilha de poder na era pós-comunista do Estado Islâmico do Afeganistão. Foi assinado em 24 de abril de 1992, por uma série das principais partes afegãs de resistência anti-soviética, exceto para o Hezbi Islami, de Gulbuddin Hekmatyar. O acordo estabelecia um governo provisório por um período de transição a ser seguido por eleições gerais. O conflito no Afeganistão continuou em uma nova fase em que Gulbuddin Hekmatyar começou uma campanha de bombardeio contra o governo do país e a capital, Cabul. É relatado que, em 1970, Hekmatyar e um outro mulá tinham disparado contra mulheres e jogado ácido nos seus rostos  na Universidade de Cabul.

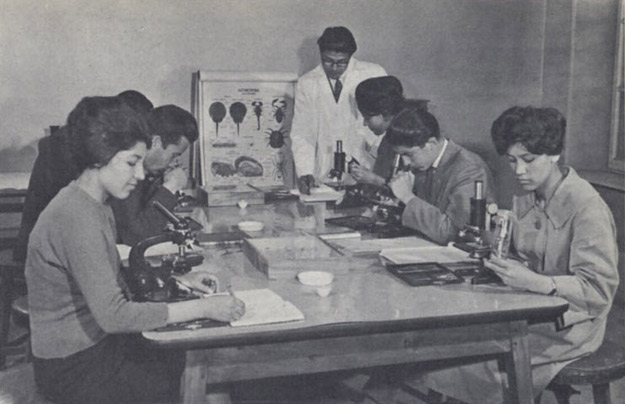
Aula de biologia na Universidade de Cabul no início da década de 1960.

As restrições impostas quando o Estado Islâmico foi estabelecido eram "a proibição de álcool e à execução de um véu por vezes puramente simbólico para as mulheres". As mulheres, no entanto, mantiveram-se no local de trabalho e nas disposições liberais que a Constituição de 1964 amplamente permitia. O direito das mulheres começou a ser mais restrito após Hekmatyar ser integrado ao governo como primeiro-ministro afegão, em 1996. Ele exigiu que as mulheres que aparecessem na televisão fossem demitidas. Durante a guerra civil de quatro anos violentos, um grande número de mulheres foram sequestradas e violentadas sexualmente. No momento em que uma das facções tornou-se vitoriosa, esta nova força de liderança ficou conhecida como o Taliban.
Como seu líder espiritual, Mullah Omar, os membros  do Taliban eram aldeões pobres quase inteiramente educados em madrassas wahabitas no país vizinho, Paquistão. Imediatamente após a chegada ao poder, o Talibã declarou que as mulheres eram proibidas de trabalhar fora de suas casas e não estavam autorizadas a sair de suas residências sem estarem acompanhadas por um membro de sua família do sexo masculino além de, quando o fizessem, deveriam estar vestidas com burca. Sob estas restrições, as mulheres foram privadas de educação formal. Algumas mulheres eram incapazes de deixar suas casas, por não poderem  pagar uma burca ou por já não terem  quaisquer parentes do sexo masculino. As mulheres eram geralmente forçadas a ficar em casa e pintar as janelas para que ninguém pudesse ver de fora para dentro. Durante o governo de cinco anos do Taliban, as mulheres no Afeganistão foram essencialmente postas em prisão domiciliar. Algumas mulheres, que já tinham posições respeitáveis, foram forçadas a vaguear pelas ruas em suas burcas, venderem tudo o que possuíam ou mendigarem para sobreviver. A Organização das Nações Unidas se recusaram a reconhecer o governo Taliban, com os Estados Unidos impondo sanções pesadas sobre eles, semelhantes aos colocados sobre a Coreia do Norte. Isto levou a extrema dificuldade para todos os cidadãos do Afeganistão.
Devido ao fato de a maioria dos professores serem do sexo feminino, as novas restrições sobre o emprego das mulheres criaram uma enorme falta de professores, o que colocou uma imensa pressão sobre a educação de meninos e meninas. Embora as mulheres fossem proibidas de exercer a maioria dos trabalhos, incluindo ensino, algumas mulheres no campo da medicina foram autorizadas a continuar a trabalhar. Isso ocorre porque o Talibã exigia que as mulheres fossem tratadas apenas por médicos do sexo feminino. Além disso, por várias razões, era difícil para as mulheres procurar ajuda médica. Muitas mulheres que iam a hospitais eram ignoradas, mal atendidas ou não recebiam nenhum auxílio médico.
Vários comandantes do Taliban e da Al-Qaeda executaram uma rede de tráfico de seres humanos, raptando mulheres e vendendo-as para a prostituição forçada e escravidão no Afeganistão e no Paquistão. Sobre isso, o Time Magazine escreveu: "Os Taliban frequentemente argumentavam que as restrições brutais que eles colocavam sobre as mulheres eram, na verdade, uma forma de reverenciar e proteger o sexo oposto. O comportamento dos Taliban durante os seis anos que expandiram o seu domínio no Afeganistão fez uma paródia da afirmação."

### Recente
| |  |  |
| Oficiais do sexo feminino da Polícia Nacional Afegã (esquerda) e mulheres afegãs em uma fábrica têxtil em Cabul. (direita) |  |  |

Após a remoção do regime taliban do Afeganistão, um novo governo foi formado. O governo de Hamid Karzai adotou políticas mais relaxadas em torno dos direitos das mulheres e, em Cabul, mulheres podem ser visto dirigindo carros e se engajando em outras atividades as quais haviam sido proibidas para elas participarem durante o regime Taliban.
Em março de 2012, o presidente Hamid Karzai aprovou um "código de conduta", que foi emitido pelo Conselho Ulema. Algumas das regras afirmam que as mulheres não devem viajar sem um guardião masculino e não devem se misturar com homens estranhos em locais como escolas, mercados e escritórios. Karzai afirmou que as regras estavam em conformidade com a lei islâmica e que o código de conduta foi escrito em consulta com o grupo das mulheres afegãs. Organizações de direitos humanos e ativistas dizem que, endossando este código de conduta, Karzai está colocando em risco o progresso duramente conquistado no direito das mulheres desde que o Taliban caiu do poder, em 2001.
A situação geral para as mulheres afegãs melhorou na última década, especialmente nas grandes áreas urbanas, mas aquelas que vivem em áreas rurais do país ainda enfrentam muitos problemas sociais e negação de direitos. Em 2013, Sushmita Banerjee, uma escritora indiana expatriada no Afeganistão e também ativista, foi assassinada na província de Paktika por militantes do Taliban, por supostamente desafiar os ditames do Taliban. Ela era casada com um homem de negócios afegão e tinha recentemente se mudado para o Afeganistão. Antes, ela tinha escapado, em duas instâncias, de execução pelo regime Taliban em 1995, época em que fugiu para a Índia. Seu livro, baseado em sua fuga do Taliban, inspirou o filme Escape from Taliban, filmado em Bollywood.
As organizações de direitos humanos, incluindo a Human Rights Watch e a Comissão dos Estados Unidos sobre Liberdade Religiosa Internacional expressaram preocupação com os direitos das mulheres no país. Em 2013, as Nações Unidas publicaram estatísticas mostrando um aumento de 20% na violência contra as mulheres, muitas vezes devido à violência doméstica, sendo justificadas pela religião e cultura conservadora. Em fevereiro de 2014, o Afeganistão aprovou uma lei que inclui uma disposição que limita a capacidade do governo para obrigar alguns membros da família a serem testemunhas de violência doméstica. A Human Rights Watch descreve a implementação da Lei de 2009 sobre a Eliminação da Violência contra as mulheres como ineficaz, observando que alguns casos são ignorados. Em 2013, quatro policiais do sexo feminino foram mortas. No mesmo ano, alguns parlamentares propuseram a retirada da idade mínima de casamento. Um relatório de 2011 do governo descobriu que 25% das mulheres e meninas com diagnóstico de fístula eram menores de 16 anos quando  se casaram.
Em 19 de Março de  2015, Farkhunda Malikzada, uma afegã de 27 anos,  foi espancada até a morte, em Cabul,  por uma multidão sob uma falsa acusação de queimar um Alcorão. O seu cadáver foi por fim queimado.  